# Liste der brasilianischen Botschafter in Griechenland
Der brasilianische Botschafter residiert an der Leoforos Vasilissis Sofias 23 in Athen.
| Ernannt       | Name                                  | Bemerkungen | Mensagem Senado Federal | im Senat des Nationalkongress vorgestellt am | ernannt von                          | akkreditiert bei:          | Posten verlassen |
| ------------- | ------------------------------------- | --- | ----------------------- | -------------------------------------------- | ------------------------------------ | -------------------------- | ---------------- |
| 27. Feb. 1912 | Oscar de Teffé von Hoonholtz          | außerordentlicher Gesandter und Ministre plénipotentiaire |                         |                                              | Hermes Rodrigues da Fonseca          | Georg I.                   | 2. Sep. 1912     |
| 20. Juni 1913 | Carlos Magalhães de Azeredo           | außerordentlicher Gesandter und Ministre plénipotentiaire |                         |                                              | Venceslau Brás Pereira Gomes         | Konstantin I.              | 11. Aug. 1914    |
| 1914          | Alvaro da Cunha                       | Geschäftsträger |                         |                                              | Venceslau Brás Pereira Gomes         | Konstantin I.              |                  |
| 25. Okt. 1914 | Hippolito Alves d’Araujo              | außerordentlicher Gesandter und Ministre plénipotentiaire |                         |                                              | Venceslau Brás Pereira Gomes         | Konstantin I.              | 30. Apr. 1918    |
| 11. Mai 1918  | Luís de Lima e Silva                  | außerordentlicher Gesandter und Ministre plénipotentiaire |                         |                                              | Francisco de Paula Rodrigues Alves   | Alexander                  | 1. Mai 1921      |
| 2. Mai 1921   | Alberto Jorge de Ipanema Moreira      | außerordentlicher Gesandter und Ministre plénipotentiaire |                         |                                              | Epitácio da Silva Pessoa             | Konstantin I.              | 3. Jan. 1922     |
| 4. Jan. 1922  | José Francisco de Barros Pimentel     | außerordentlicher Gesandter und Ministre plénipotentiaire |                         |                                              | Artur da Silva Bernardes             | Georg II.                  | 4. Sep. 1923     |
| 14. Sep. 1934 | Joaquim Eulálio do Nascimento e Silva | außerordentlicher Gesandter und Ministre plénipotentiaire |                         |                                              | Getúlio Vargas                       | Alexandros Zaimis          | 1. Okt. 1936     |
| 1938          | Pedro Franklin de Almeida Lima        | Geschäftsträger |                         |                                              | Getúlio Vargas                       | Georg II.                  | 1939             |
| 10. Mai 1939  | Júlio Augusto Barboza Carneiro        | außerordentlicher Gesandter und Ministre plénipotentiaire |                         |                                              | Getúlio Vargas                       | Georg II.                  | 20. Aug. 1941    |
| 21. Aug. 1941 |                                       | Ohne diplomatische Vertretung |                         |                                              | Getúlio Vargas                       | Georg II.                  | 18. März 1945    |
| 19. März 1945 | Júlio Augusto Barboza Carneiro        | außerordentlicher Gesandter und Ministre plénipotentiaire |                         |                                              | José Linhares                        | Georg II.                  | 30. Jan. 1948    |
| 1946          | Aluízio de Magalhaens                 | Geschäftsträger |                         |                                              | Eurico Gaspar Dutra                  | Georg II.                  |                  |
| 1946          | Ildefonso Falcão                      | (* 1. Mai 1894 in Mendes Rio de Janeiro) |                         |                                              | Eurico Gaspar Dutra                  | Georg II.                  |                  |
| 19. Apr. 1946 | Milton Cesar de Weguelin Vieira       | außerordentlicher Gesandter und Ministre plénipotentiaire |                         |                                              | Eurico Gaspar Dutra                  | Georg II.                  | 30. Dez. 1946    |
| 1946          | Aluízio de Magalhaens                 | Geschäftsträger |                         |                                              | Eurico Gaspar Dutra                  | Georg II.                  | 1948             |
| 1951          | Antonio Hoauiss                       | Geschäftsträger (* 15. Oktober 1915 in Rio de Janeiro; † 1999 ebenda) |                         |                                              | Getúlio Dornelles Vargas             | Georg II.                  | 1953             |
| 21. Juli 1948 | Ruy Pinheiro Guimarães                | |                         |                                              | Eurico Gaspar Dutra                  | Georg II.                  | 2. Jan. 1952     |
| 1952          | Frederico Meira de Vasconcellos       | |                         |                                              | Getúlio Vargas                       | Georg II.                  |                  |
| 26. Okt. 1952 | Jorge Latour                          | |                         |                                              | Getúlio Vargas                       | Paul                       | 21. Juni 1954    |
| 1954          | Carlos dos Santos Veras               | |                         |                                              | João Café Filho                      | Paul                       |                  |
| 1955          | Milton Telles Ribeiro                 | |                         |                                              | Nereu Ramos                          | Paul                       | 1956             |
| 25. Jan. 1956 | Edmundo Machado Júnior                | |                         |                                              | Juscelino Kubitschek                 | Paul                       | 5. Sep. 1958     |
| 1958          | Ayrton Diniz                          | Geschäftsträger |                         |                                              | Juscelino ubitschek                  | Paul                       |                  |
| 7. Okt. 1958  | Alvaro Teixeira Soares                | |                         |                                              | Juscelino Kubitschek                 | Paul                       | 25. Nov. 1959    |
| 1959          | Ayrton Diniz                          | Geschäftsträger |                         |                                              | Juscelino Kubitschek                 | Paul                       | 1960             |
| 19. Jan. 1960 | Antônio Mendes Vianna                 | außerordentlicher Gesandter und Ministre plénipotentiaire (* 24. August 1908 in São Luís) Bachelor of Laws, 25. Februar 1946 bis 8. April 1946, 25. September 1947 bis 16. November 1947 und 20. November 1947 bis 8. Juli 1948 Geschäftsträger in Madrid. |                         |                                              | Juscelino Kubitschek                 | Paul                       | 15. Juli 1964    |
| 1964          | Vera Regina do Amaral Sauer           | Geschäftsträger |                         |                                              | Pascoal Ranieri Mazzilli             | Konstantin II.             |                  |
| 19. Juni 1964 | João Augusto de Araujo Castro         | |                         |                                              | Pascoal Ranieri Mazzilli             | Konstantin II.             | 27. Dez. 1966    |
| 1966          | Eduardo Moreira Hosannah              | Geschäftsträger |                         |                                              | Humberto Castelo Branco              | Konstantin II.             | 1967             |
| 1967          | Carlos Norberto de Oliveira Pares     | Geschäftsträger |                         |                                              | Artur da Costa e Silva               | Georgios Zoitakis          |                  |
| 8. Aug. 1967  | Everaldo Dayrell de Lima              | Botschafter (* 1904) besuchte die Militärschule in Escola Militar do Realengo, 1927. |                         |                                              | Artur da Costa e Silva               | Georgios Zoitakis          | 1. Feb. 1970     |
| 1970          | Ruy Barbosa de Miranda e Silva        | Geschäftsträger |                         |                                              | Aurélio de Lira Tavares              | Georgios Zoitakis          |                  |
| 7. März 1970  | Hélio de Burgos Cabal                 | (* 15. August 1915 in Salvador da Bahia) Botschafter in Túnis und Kairo |                         |                                              | Aurélio de Lira Tavares              | Georgios Zoitakis          | 20. Apr. 1973    |
| 1974          | Mario Gibson Alves Barboza            | Geschäftsträger |                         |                                              | Ernesto Geisel                       | Michail Stasinopoulos      |                  |
| 1. Jan. 1975  | Mario Gibson Alves Barboza            | |                         |                                              | Ernesto Geisel                       | Konstantinos Tsatsos       | 1. Mai 1975      |
| 2. Mai 1975   | Caio Marlo Caffe Nascimento           | Geschäftsträger |                         |                                              | Ernesto Geisel                       | Konstantinos Tsatsos       | 5. Mai 1975      |
| 6. Mai 1975   | Mario Gibson Alves Barboza            | |                         |                                              | Ernesto Geisel                       | Konstantinos Tsatsos       | 28. Sep. 1975    |
| 29. Sep. 1975 | Caio Mario Caffe Nascimento           | Geschäftsträger |                         |                                              | Ernesto Geisel                       | Konstantinos Tsatsos       | 28. Okt. 1975    |
| 28. Okt. 1975 | Mario Gibson Alves Barboza            | |                         |                                              | Ernesto Geisel                       | Konstantinos Tsatsos       | 22. Dez. 1975    |
| 23. Dez. 1975 | Caio Mario Caffe Nascimento           | Geschäftsträger |                         |                                              | Ernesto Geisel                       | Konstantinos Tsatsos       | 31. Dez. 1975    |
| 1976          | Mario Gibson Alves Barboza            | |                         |                                              | Ernesto Geisel                       | Konstantinos Tsatsos       | 1977             |
| 1980          | António Borges Leal Castelo Branco    | |                         |                                              | João Baptista de Oliveira Figueiredo | Konstantinos Karamanlis    |                  |
| 1984          | Alarico Silveira Júnior               | |                         |                                              | João Baptista de Oliveira Figueiredo | Konstantinos Karamanlis    | 29. Aug. 1988    |
| 6. Okt. 1988  | Marcos Antônio de Salvo Coimbra       | (* 1. Juni 1927 in Curvelo, Minas Gerais) trat im Oktober 1951 in den auswärtigen Dienst | MSf 181/1988            |                                              | José Sarney                          | Christos Sartzetakis       |                  |
| 22. Aug. 1990 | Alcides da Costa Guimarães Filho      | [ 5 ] | MSF 150 de 1990         |                                              | Fernando Collor de Mello             | Konstantinos Karamanlis    |                  |
| 14. Okt. 1993 | Alvaro da Costa Franco Filho          | (* 15. April 1934 in Jaguarão) | MSF 322 de 1993         | 6. Okt. 1993                                 | Itamar Franco                        | Konstantinos Karamanlis    |                  |
| 13. Mai 1998  | João Carlos Pessoa Fragoso            | [ 7 ] | MSF 102 de 1998         | 6. Mai 1998                                  | Fernando Henrique Cardoso            | Konstantinos Stefanopoulos |                  |
| 21. Dez. 2001 | Roberto de Abreu Cruz                 | [ 8 ] | MSF 221 de 2001         | 12. Dez. 2001                                | Fernando Henrique Cardoso            | Konstantinos Stefanopoulos |                  |
| 1. Sep. 2005  | Mauro Mendes de Azeredo               | [ 9 ] | MSF 165 de 2005         | 17. Aug. 2005                                | Luiz Inácio Lula da Silva            | Karolos Papoulias          |                  |
| 23. Nov. 2007 | Affonso Emilio de Alencastro Massot   | [ 10 ] | MSF 150 de 2007         | 16. Okt. 2007                                | Luiz Inácio Lula da Silva            | Karolos Papoulias          |                  |
| 30. März 2010 | Oto Agripino Maia                     | [ 11 ] | MSF 63 de 2010          | 16. März 2010                                | Luiz Inácio Lula da Silva            | Karolos Papoulias          |                  |
| 26. Juni 2013 | Edgard Antonio Casciano               | [ 12 ] | MSF 5 de 2013           | 8. Mai 2013                                  | Dilma Rousseff                       | Karolos Papoulias          |                  |